# 三春藩
三春藩（みはるはん）は、磐城国田村郡（旧陸奥国南部、現在の福島県田村郡三春町）に存在した藩の一つ。藩庁は三春城である。

## 概要
戦国時代には田村氏が本拠を置いたが、豊臣秀吉の奥州平定（奥州仕置）時に改易され、蒲生氏郷の領域となる。その後、1595年に豊臣政権の城割で三春城は廃城になるが、上杉氏の支配を経て蒲生氏の支配が復活してしばらく経った1609年以降に再び用いられた。1627年、蒲生氏に代わって伊予国松山から加藤嘉明が移封され会津に入ったとき、嘉明の次男・明利が3万石で三春に入った。同年、領民による新領主反対の一揆がおこっている。翌年、二本松から松下長綱が3万石で入る。
1644年に常陸国宍戸より秋田氏が5万5000石で入る。2代藩主秋田盛季の時に弟の秋田季久に5000石を分与したため、三春藩は5万石となる。以降廃藩置県までこの石高で秋田氏の支配が続く。江戸時代中、凶作や飢饉に繰り返し見舞われたため、藩財政は窮乏していた。
戊辰戦争の際には他の東北諸藩同様に新政府側であったが、奥羽鎮撫総督府下参謀の世良修蔵暗殺と会津・旧幕府軍による白河城攻略による白石会議が奥羽列藩同盟に変貌した為、これに加わる。官軍迅衝隊による棚倉城落城と、仙台藩の棚倉城防衛放棄ともとれる背信的行為、これに加え平潟の官軍の上陸により防衛が不可能と判断され、断金隊隊長の美正貫一郎の尽力や郷士河野広中の斡旋もあり無血降伏をする。これにより逆賊となることは回避され、藩内を兵災から守り、多くの人命が救われ、所領も安堵されて維新を迎えることが出来た。
なお、三春藩が「裏切った」といわれる淺川の戦闘で
とあるが、『二本松藩史』には
とあり前後が矛盾している。また、
と書かれており、通説の「裏切り」は史料の上では証明できない。
廃藩置県後、旧三春藩領は三春県となり、平県、磐前県を経て、1876年に福島県に編入された。

## 歴代藩主

### 加藤家
3万石。外様。
1. 明利

### 松下家
3万石。外様。
1. 長綱

### 秋田家
5万石。外様。
1. 俊季
2. 盛季
3. 輝季
4. 頼季
5. 延季（治季）
6. 定季
7. 倩季（千季）
8. 長季（謐季）
9. 孝季
10. 肥季
11. 映季

## 幕末の領地
- 陸奥国（磐城国）
  - 田村郡のうち - 83村
  - 標葉郡のうち - 2村